# 野原光
野原 光（のはら ひかり、1942年 - ）は、日本の経済学者。兵庫県出身。

## 来歴
東京大学農学部卒業。同大学院農学系研究科博士課程単位取得満期退学。日本福祉大学教授、カリフォルニア大学バークレー校東アジア研究所研究員、広島大学教授を経て、2006年長野大学教授、2010年から2015年まで学長。2006年『現代産業労働における分業と標準化の諸形態』で東北大学より博士（文学）を授与。

## 参考
- 「長野県人物・人材情報リスト」 日外アソシエーツ 2020年